# Super Nintendo Entertainment System
Das Super Nintendo Entertainment System (meist abgekürzt als Super Nintendo, Super NES, Super-NES oder SNES; orig. jap. スーパーファミコン Sūpā Famikon bzw. Super Famicom, abgekürzt SFC) ist eine stationäre 16-Bit-Spielkonsole des japanischen Unternehmens Nintendo. Es ist die zweite weltweit veröffentlichte stationäre Spielkonsole des Unternehmens und sein Controller, der SNES-Controller, führte die Schultertasten ein, die fortan zum Standard der meisten nachfolgend erschienenen Gamepads wurden. Veröffentlicht wurde das Super Nintendo Entertainment System erstmals am 21. November 1990 in Japan, dann am 23. August 1991 in Nordamerika und am 11. April 1992 schließlich auch in Europa. In Deutschland war das System ab dem 15. August 1992 erhältlich. Das Super Nintendo Entertainment System ist der Vorgänger des Nintendo 64 (N64) und der Nachfolger des Nintendo Entertainment System (NES).

## Geschichte

### Überblick
Das Nachfolgemodell des NES (in Japan Famicom genannt) erschien im November 1990 in Japan unter dem Namen Super Famicom (Super Family Computer); im September 1991 in den USA und im April 1992 in Europa (in Deutschland erst im August 1992). Die amerikanische Version war in ihrer Bauart modifiziert. Der Einführungspreis betrug in Deutschland 329 DM (entsprächen heute ungefähr 308 €), inklusive des Spiels Super Mario World; etwa drei Monate nach der Einführung wurde der Preis auf 299 DM (entsprächen heute ungefähr 280 €) gesenkt. Später folgten noch weitere SNES-Paketangebote, in denen sich meist aktuellere Spiele und/oder zwei Controller befanden.
Als größter Kritikpunkt bei der Einführung des SNES in Japan wurde der vergleichsweise schwache 65C816-Hauptprozessor genannt, der mit einer Taktfrequenz von maximal 3,58 MHz arbeitete. Der Vorteil dieses langsamen Prozessors lag in einer geplanten Abwärtskompatibilität zum NES, allerdings wurde diese Funktion nicht realisiert, obgleich im Sommer vor der japanischen Veröffentlichung ein Prototyp auf einer Messe präsentiert wurde, welcher NES-Spiele unterstützte. Die Konkurrenzkonsole namens Sega Mega Drive wies einen weit stärkeren Hauptprozessor auf (Motorola 68000 getaktet mit 7,67 MHz) was sich dem Konsumenten bei Spielen wie Super R-Type oder Gradius III offenbarte, da diese dem SNES stellenweise mehr abverlangten, als es zu leisten vermochte. Es gelang den Entwicklern jedoch, sich mit dem schwachen Prozessor des SNES zu arrangieren.
Im Laufe der Vermarktung erschienen auch Spiele, auf deren Module zusätzliche Prozessoren – wie der DSP- oder der SuperFX-Chip – aufgebracht wurden, mit deren Hilfe einfache 3D-Grafiken dargestellt werden konnten. Der Fokus lag damals jedoch hauptsächlich auf 2D-Spielen. Andere Chips entlasteten den Hauptprozessor oder übernahmen bestimmte Berechnungen, die das System normalerweise verlangsamt hätten. Oft waren die in den Modulen eingebauten Zusatzchips auch um ein Vielfaches leistungsstärker als die eigentliche SNES-Hardware.

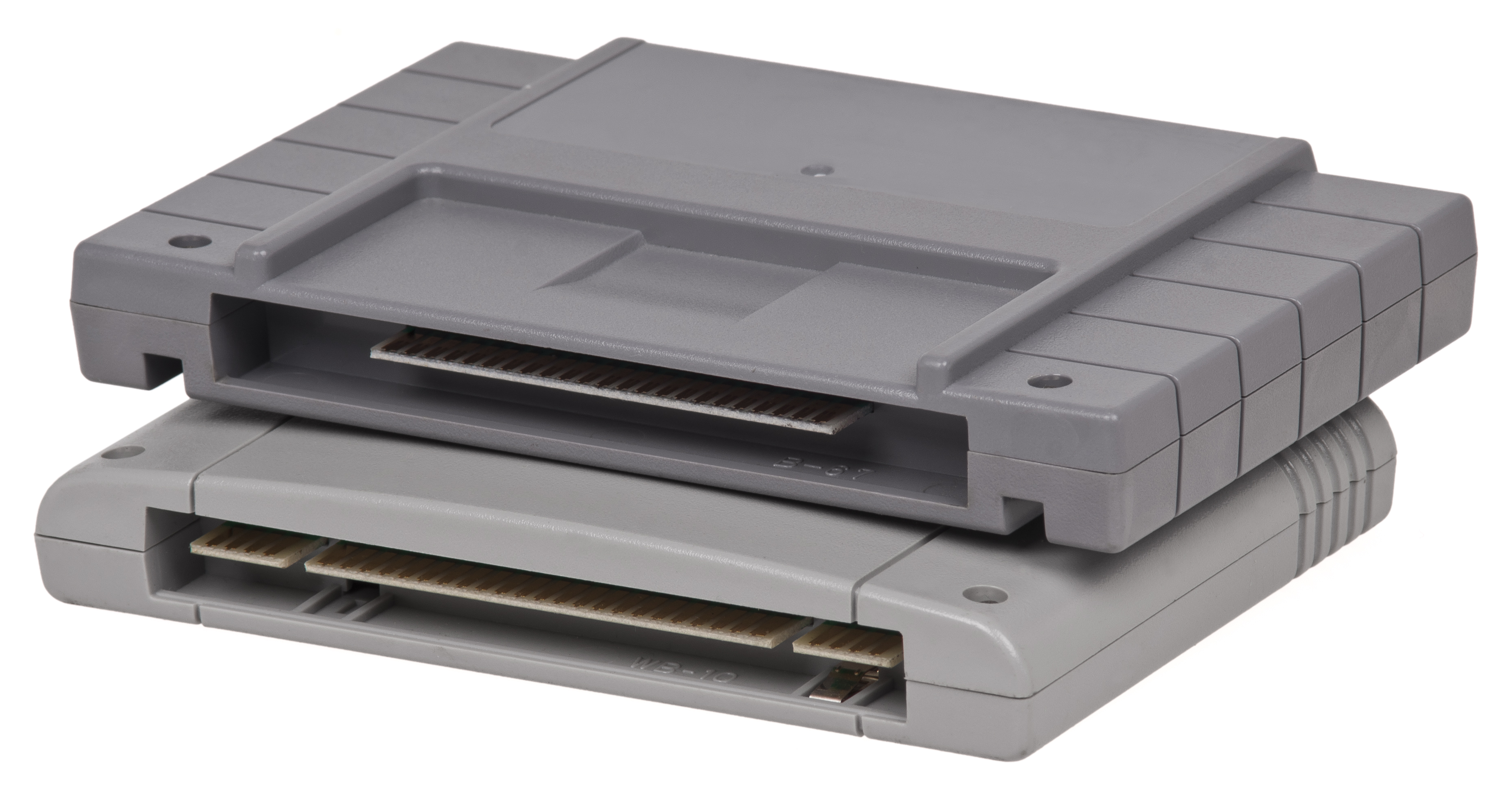
Unterschiedliche Modulformen: Während die europäischen und japanischen SNES-Module (unten) ein abgerundetes Gehäuse besaßen, waren die Module für die nordamerikanische SNES-Version (oben) kantiger und etwas breiter (135 zu 128 mm).

Wie schon beim Vorgänger wurden auch beim SNES die Spiele mit Hilfe eines Ländercodes an die jeweilige Version der Konsole (USA, Europa, Japan) gebunden. Trotzdem gab es verschiedene Methoden, diese Abhängigkeit zu umgehen, beispielsweise durch eine technische Modifikation der Konsole oder mittels der Verwendung eines Adapters (z. B. des Action Replay). Erfolg war nicht garantiert, und die Hersteller wehrten sich bald durch eine zusätzliche Abfrage des TV-Standards (NTSC/PAL). Auch hier erschienen jedoch modernisierte Adapter, welche auch diese Methode umgehen konnten (wie beispielsweise der Fire-Adapter oder der Super Key Adapter).
Gegen Ende der SNES-Ära wurde das Layout des Mainboards geändert, während das SNES äußerlich gleich blieb. Das Mainboard schrumpfte um 20 Prozent und die CPU sowie die beiden PPUs wurden in einem Chip zusammengefasst, dem sogenannten CPUN-A.
Das SNES wurde bis 1998 produziert und wurde weltweit ca. 49 Millionen Mal verkauft. Die zuletzt gebauten Konsolen, die den Namen SNES 2 bzw. Super Famicom Junior trugen und ausschließlich in Nordamerika bzw. Japan ab 1997 für 99 Dollar bzw. 7800 Yen verkauft wurden, hatten ein kleineres Gehäuse und waren nicht mehr RGB-fähig, was sich nur durch einen Umbau reaktivieren ließ. Im Juni 1996 erschien in Japan mit dem Nintendo 64 der offizielle Nachfolger. Einige Monate später kam Nintendos 64-Bit-Spielkonsole auch auf dem amerikanischen und europäischen Markt heraus.
| Original Japanese SNES                | Original U.S. SNES                       | Original Europe SNES                          | Super Famicom Jr.             | Super Famicom Jr.                                        |
| Japanisches Super-Famicom (1990–1998) | Nordamerikanisches Super-NES (1991–1997) | PAL Super-NES (Europa/Australien) (1992–1998) | Super Famicom Jr. (1998–2003) | Nordamerikanisches Super-NES in neuem Design (1997–1999) |

### Beginn der Vermarktung

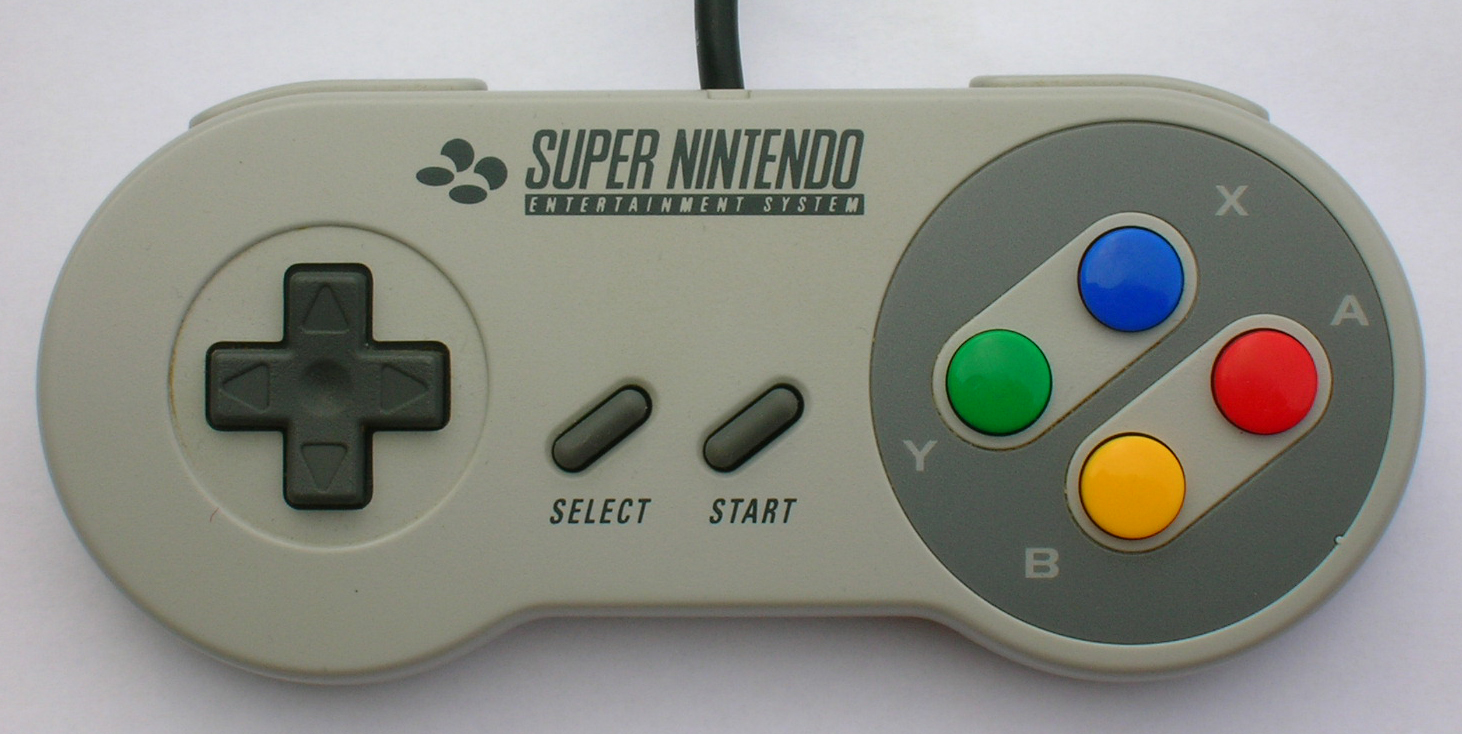
SNES-Controller (europäische Version): Neben dem Steuerkreuz und zwei Funktionstasten (Start und Select) verfügte das SNES-Gamepad über vier Aktions- sowie zwei Schultertasten.

Das SNES war Nintendos notwendiger Gegenzug zu Segas Mega Drive. Der Vorgänger NES war weltweit sehr erfolgreich und hatte sich insgesamt gegen das konkurrierende Sega Master System sowie den Atari 7800 durchsetzen können. Lediglich in Europa und Südamerika hatte SEGAs 8-Bit-Konsole Nintendo schlagen können. In den darauffolgenden Jahren veröffentlichte SEGA die 16-Bit-Konsole SEGA Mega Drive, die in den USA aus lizenzrechtlichen Gründen in Genesis umbenannt wurde. Ferner entwickelte sich auch NEC mit seiner gesteigert leistungsfähigen 8-Bit-Konsole PC Engine zum Konkurrenten. Das NES war beiden Rivalen technisch unterlegen, verkaufte sich jedoch zusammen mit dem Game Boy weiterhin gut, so wurde das bereits entwickelte SNES nicht sofort veröffentlicht. Bei der Markteinführung in den USA erstarkte das Mega Drive anfänglich aufgrund strategischer Fehler seitens Nintendo. Erzielte Sega noch 1994 55 % der Hardwareverkäufe in Nordamerika, so verkaufte sich das SNES von 1995 an besser. Insgesamt lagen beide Konsolen am Ende ihrer Laufzeit in den USA nahezu gleich auf. Das SNES konnte auf lange Sicht mit rund 20 Millionen Einheiten den Mega Drive mit rund 18,5 Millionen Einheiten knapp schlagen. Dem war der frühere Wechsel SEGAs zu einer neuen Konsolengeneration im Jahre 1995 im Westen zuträglich, da Nintendo die Plattform noch bis zur Veröffentlichung der eigenen Nachfolgekonsole Ende 1996 stark unterstützte. In Europa stellte sich die Lage ähnlich ausgeglichen dar, mit dem Mega Drive als Marktführer in Großbritannien und dem SNES führend in Deutschland. Auf dem japanischen Markt konnte Nintendo seine dominante Stellung dagegen verteidigen und ließ den Konkurrenten weit hinter sich. Bei der Vermarktung in Südamerika wiederum konnte SEGA dank des Lizenznehmers Tec Toy deutlich höhere Marktanteile erringen. Dies ging als der erste ausgeglichene Konsolenkrieg in die Geschichte ein.

### PlayStation
Wenige Jahre nach der Veröffentlichung der Konkurrenten Mega Drive und Super Nintendo zeichnete sich eine erneute Niederlage für SEGA ab. Diesen Trend versuchte SEGA, mit zusätzlichen Erweiterungen, wie dem Mega-CD oder dem 32X, aufzuhalten. Mega-CD war eine CD-ROM-Erweiterung für das Mega Drive, die wegen ihres hohen Preises und mangels qualitativer Software erfolglos blieb. Nintendos Antwort auf das Mega-CD sollte die Super-CD-Erweiterung werden, welche zusammen mit Sony entwickelt und vertrieben werden sollte, wie es schon vorher beim SNES-Soundchip SPC700 der Fall war. Da Sony diesmal jedoch darauf bestand, exklusive Herstellungs- und Vertriebsrechte für eine eventuelle Kombination aus SNES und Super-CD-Konsole sowie den Nintendo-Figuren zu erhalten, beendete Nintendo die Zusammenarbeit und schloss stattdessen einen Vertrag mit Philips ab, der wenige Monate später ebenfalls wieder storniert wurde. Verärgert über Nintendos Verhalten beschloss Sony, das errungene Wissen über die Super-CD-Erweiterung für die Entwicklung einer eigenen Spielkonsole, der PlayStation, zu verwenden.

### Ende der Vermarktung
Ende 1994 erschienen die PlayStation und der SEGA Saturn in Japan. Beide waren dem SNES technisch weit überlegen. Darüber hinaus verwendeten die neuen Konsolen nun standardmäßig CD-ROMs als Datenträger, die nicht nur preiswerter als Module waren, sondern auch das 150- bis 1200-fache an Speicherkapazität boten. In Fachzeitschriften wurde daraufhin vom Ende der SNES-Ära gesprochen, da die Architektur der neuen Konsolen die flüssige Darstellung von detaillierten 3D-Grafiken ermöglichte, etwas, was bis dahin nur auf elitären Grafik-Workstations realisiert werden konnte. Der Begriff Next-Gen-Konsole wurde in dieser Zeit geprägt und wird bis heute noch weiter verwendet.
Da sich die Entwicklung der hauseigenen Konsole Ultra 64 (später in Nintendo 64 umbenannt) stark verzögerte, versuchte Nintendo weiterhin, das SNES mit grafisch und spielerisch hochwertigen Titeln wie Donkey Kong Country oder Yoshi's Island konkurrenzfähig zu halten. Es erschienen noch bis ins Jahr 1998 offizielle Spieleveröffentlichungen (zwei Jahre nach Einführung der Nintendo-64-Konsole). Zu den letzten in Europa veröffentlichten Spielen für das SNES zählen die Simulation Harvest Moon, FIFA 98 und die Spielesammlung Timon & Pumbaa's Jungle Games.
Für das SNES erschienen insgesamt etwa 1350 lizenzierte Spiele, von denen jedoch nur knapp ein Drittel international vermarktet wurde. In Europa wurden ca. 530 Super-Nintendo-Titel veröffentlicht. Im nordamerikanischen Raum besaß fast jede zehnte Familie ein SNES; in Japan waren es rund 40 Prozent aller Haushalte.

## Technische Eigenschaften

### Spezifikationen

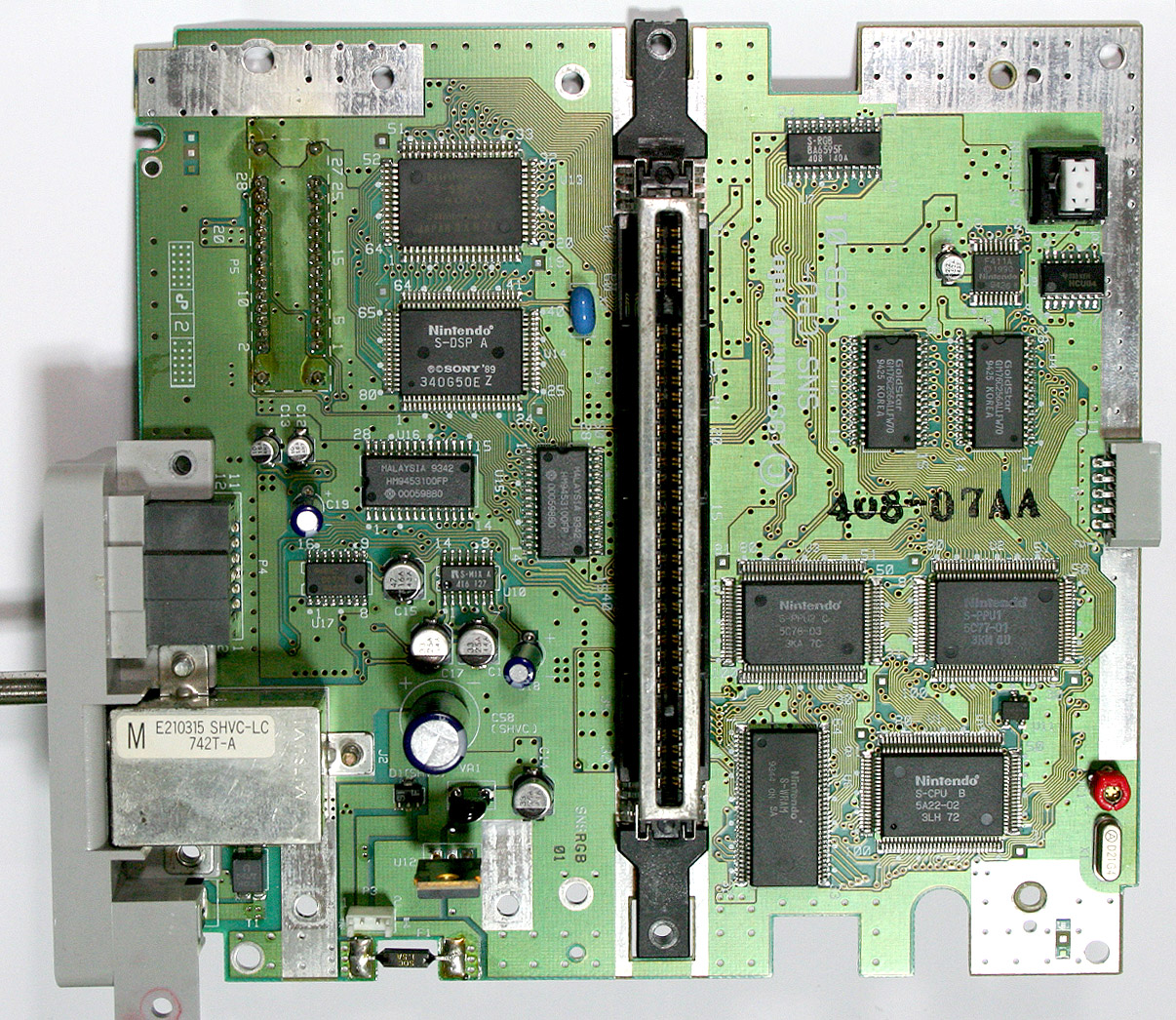
Motherboard einer nordamerikanischen Super-Nintendo-Konsole

- CPU: 16-Bit-Prozessor Ricoh 5A22 kompatibel zum 65816, getaktet mit max. 3,579545 MHz (NTSC) bzw. 3,546895 MHz (PAL). Beinhaltet einen programmierbaren DMA-Controller für 8 DMA-Kanäle und wählbarem HDMA-Spezialmodus für besondere Grafikeffekte (ähnlich dem Amiga Copper).
- Grafikprozessoren: 2 PPU-Chips (PPU = Picture Processing Unit), 15 Bit Farbtiefe (32768 Farben)
- Speicher: 128 KB RAM, 64 KB Grafikspeicher (32 KB pro PPU), 2 bis 32 MBit Cartridge-ROM (durch spezielle Adressdecoder erweiterbar, z. B. 48 MBit bei Star Ocean und Tales of Phantasia)
- Bussystem: 8-Bit-Datenbus, 24-Bit-Adressbus A (WRAM, Steckmodul), 8-Bit-Adressbus B (WRAM, PPU1, PPU2, APU, Steckmodul, Erweiterungsport)
- Auflösung: 224 (NTSC) bzw. 239 (PAL) Bildzeilen im Progressive-Modus, 448 bzw. 478 Zeilen im Interlaced-Modus. 256 Pixel pro Zeile im Standardmodus, 512 im „High-Res“ Modus.
- Farbtiefe: 15-Bit-Farbpalette, davon theoretisch alle Farben gleichzeitig darstellbar (unter Ausnutzung des Color Add/Subtract-Modus). Ansonsten bis zu 256 Farben aus 4096 (Mode 7).
- Hintergründe: Bis zu 4 unabhängig scrollbare Tilemap-Grafikebenen (Playfields), Colour Add/Subtract Mode (zum Kombinieren der Grafikebenen für Transparenzeffekte zwischen den einzelnen Ebenen und Sprites), 8 Grafikmodi mit unterschiedlichen Farbtiefen und Anzahl der Ebenen, Mode 7 erlaubt das dreidimensionale Zoomen, Drehen und Verzerren einer Grafikebene. Das Kippen der Grafik war von Hause aus nicht möglich, wurde aber durch helfende DSP-Chips in manchen Modulen gewährt.
- Sprites: 128 Hardware-Sprites, 16 Farben pro Sprite (eine davon transparent), Spritegrößen von 8 × 8 bis 64 × 64 Pixel, max. 32 Sprites pro Zeile, max. 34 Sprite-Tiles (8 × 8 Pixel) pro Zeile.
- Abmessungen: 200 mm × 72 mm × 242 mm
- Videosignal: RF, Composite, RGB, S-Video
- Soundchip: 8-Bit-Sony-SPC700-CPU mit angebundenem Sound-DSP,
  - 64 KB RAM,
  - S-DSP: 8 × 16-Bit-Stereo-Soundkanäle (bis zu 32 kHz Samplingrate),
  - Sample-Dekompression via BRR (bit rate reduction)
  - ADSR-Wellenform für jede Stimme, programmierbarer FIR-Filter für Hall/Echo-Effekte.
- Sonstige Eigenschaften: Hardware-Multiplikation und -Division.

### Alterung

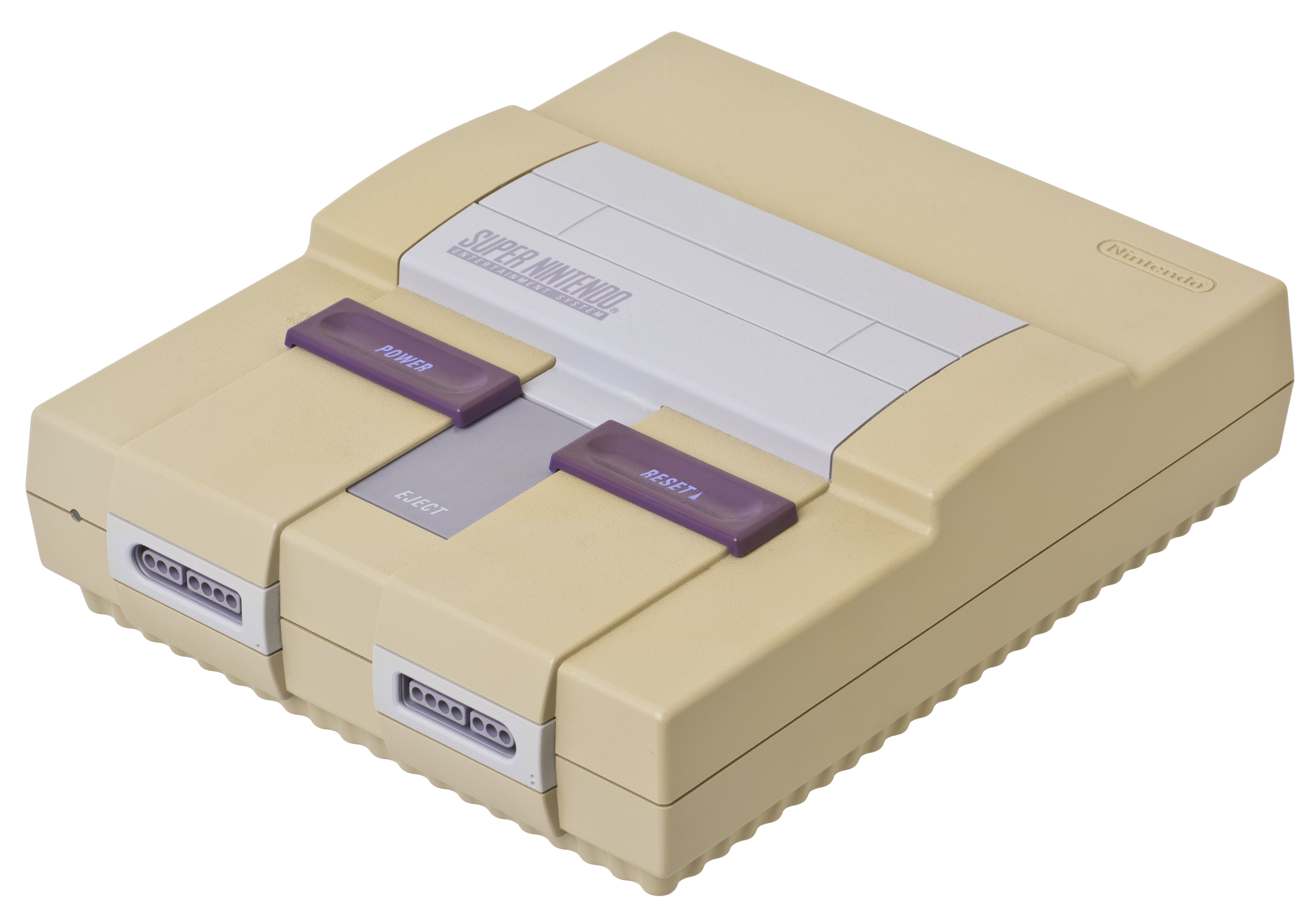
Teilweise Vergilbung des Plastikgehäuses einer US-SNES-Konsole; das graue Plastik beim Moduleinschub ist unbetroffen.

Das ABS-Plastik, welches bei älteren Varianten der US-SNES-Konsole verwendet wurde, ist besonders empfindlich gegenüber Oxidation ausgelöst durch den Luftsauerstoff, möglicherweise aufgrund fehlender Plastik-Additive. Dies führte durch den besonders hellen Grauton des SNES zu einem schnellen Vergilbungseffekt. Falls ein SNES aus Plastikteilen verschiedener Zusammensetzung montiert wurde, konnte es dadurch zu einem Zweifarbtoneffekt kommen.

## Spiele
Fast alle erfolgreichen Franchises der NES-Ära wurden auch auf dem SNES erfolgreich verkauft. Das meistverkaufte Spiel war Super Mario World. Weitere äußerst erfolgreiche Spiele waren The Legend of Zelda: A Link to the Past, Donkey Kong Country, Street Fighter II, Super Metroid, Mega Man 7, Secret of Mana und Super Mario Kart sowie die in Europa nicht erschienenen Final-Fantasy-Teile IV, V und VI und Chrono Trigger von Square. Diese Titel genießen unter Liebhabern auch heute noch einen hohen Grad an Popularität.